# Bund der Ruhestandsbeamten, Rentner und Hinterbliebenen
Der Bund der Ruhestandsbeamten, Rentner und Hinterbliebenen war der Seniorenverband im dbb deutschen beamtenbund. Der Verband hatte ca. 75.000 Mitglieder in 16 Landesverbänden. Er wurde 1953 als Zusammenschluss verschiedener Organisationen unter dem Namen „Bund der Ruhestandsbeamten und Hinterbliebenen“ innerhalb des Deutschen Beamtenbundes gegründet. Die Auflösung des Bundes erfolgte auf Beschluss des außerordentlichen BRH-Bundesvertretertags vom 1. Oktober 2012 zum 31. März 2013.
Die Selbsthilfegemeinschaft älterer Menschen vertrat und förderte die berufspolitischen, rechtlichen und sozialen Belange seiner Mitglieder. Er trat für die Mitbestimmung der älteren Generation in den sie betreffenden Angelegenheiten ein. Zur Erreichung dieses Zieles arbeitete er mit anderen Verbänden älterer Menschen zusammen. Der Verband förderte die Aktivierung der älteren Generation und die Stärkung ihres Selbstbewusstseins. Neben der regulären Mitgliedschaft gab es auch Fördermitgliedschaften. 
Die verbandseigene Zeitschrift Aktiv im Ruhestand erschien 10 Mal jährlich. Darüber hinaus gab er den Newsletter BRH Aktuell und diverse Broschüren heraus.